# Caucus (conflictbemiddeling)
Een caucus is een bijeenkomst ten behoeve van conflictbemiddeling waarbij de bemiddelaar met een van de twee partijen apart praat. 
Er kunnen verschillende redenen zijn voor zo'n apart gesprek. Een mogelijke reden is dat het soms verstandig is een rustiger moment in te lassen in een heftige bijeenkomst of om een vermoede oplossingsrichting voorzichtig te beproeven. Ook kan het een laatste middel zijn om een dreigend falen af te wenden, hoewel deze optie door een aantal bemiddelaars juist wordt afgeraden. 
Een gebrek aan vertrouwen tussen partijen kan juist een contra-indicatie zijn voor een caucus. Het gebruik van de caucus hangt erg af van de aard en de methode van bemiddeling.